# Cascadas de Triberg
Triberg (en alemán: Triberger Wasserfälle) es una de las cascadas más altas de Alemania, con un descenso de 163 metros (de entre 711 y 872 metros sobre el nivel del mar), y es un hito en la región de la Selva Negra. Por encima de la ciudad de Triberg, en medio de la Selva Negra, el río Gutach se sumerge en más de siete pasos principales desde un suave ondulado altiplano en un valle rocoso en forma de V.
En Triberg, en la parte inferior de las cataratas, el profundo valle forma una cuenca apenas lo suficiente para una ciudad pequeña. La cuenca y las cascadas se formaron inicialmente por dos fallas en el granito y luego por los glaciares durante varias glaciaciones del Pleistoceno.